# Det Carolingske Rige
Det Carolingske Rige (800-888) var et stort imperium i det vestlige og centrale Europa, der eksisterede i begyndelsen af Middelalderen. Det blev regeret af Karolingerne, som havde regeret som konger over frankerne siden 751, og som konger over langobarderne i Italien fra 774. I år 800 blev den frankiske kong Karl den Store kronet som kejser i Rom af Pave Leo 3. i et forsøg på at genoplive Romerriget i vesten i en periode, hvor Det Byzantinske Rige manglede en hersker. Efter en borgerkrig i 840-843 efter kejser Ludvig den Frommes død blev riget delt i mindre autonome kongeriger, stadig med én konge som blev anerkendt som kejser, dog uden den store autoritet uden for hans eget kongerige. Samlingen af riget og karolingernes arveret var fortsat anerkendt.
I 884 genforenede Karl den Tykke alle kongerigerne for sidste gang, men da han døde i 888, faldt imperiet øjeblikkeligt fra hinanden. Den eneste retmæssige  arving til dynastiet var et barn, og adelen valgte i stedet regionale konger, der hverken stammede fra dynastiet, eller som det skete i det østlige kongerige, en uægte karoling. De uægte linjer fortsatte med at herske i øst til 911, mens det uægte karolingiske dynasti blev genoprettet i vestlige kongerige i 898 og herskerede til 987 med en afbrydelse fra 922 til 936.
Størrelsen på imperiet var omkring 1.112.000 km2 med en befolkning på mellem 10 og 20 millioner. Mod syd lå Emiratet Córdoba og efter 824 Kongeriget Navarra, mod nord grænsede riget op til danernes kongerige; mod vest var en kort landegrænse til Bretagne, og mod øst var en lange grænse mod slaverne, og avarerne, der blev besejret, og deres land blev inkorporeret i imperiet. Den sydlige del af Italien, hvor karolingerne erklærede at de havde autoritet, blev udfordret af byzantinerne (østromerne), og resterne af lombardernes kongerige i Hertugdømmet Benevento.
Termen "Det Carolingske Rige" er en moderne opfindelse. Rigets navn i officielle dokumenter var på latin: universum regnum ("hele kongeriget", modsat de regionale kongeriger), Romanorum sive Francorum imperium ("Romernes og frankernes imperium"), Romanum imperium ("Romerimperiet") eller imperium christianum ("det kristne imperium").